# Juliusput
De Juliusput is een natuurgebied bij landgoed Stoutenburg. Het gebied is sinds het jaar 2000 eigendom van Utrechts Landschap. De Juliusput maakt evenals Stoutenburg deel uit van de ecologische hoofdstructuur van Nederland.
De voormalige zandwinningsput ligt op de grens van de provincie Utrecht en Gelderland en ligt voor een deel bij de gemeente Amersfoort en voor het overgrote deel in de gemeente Barneveld. Aan de noordoostzijde van het gebied loopt de weg Vinkelaar. De plas heeft een diepte van negen tot zestien meter De put ontstond tussen 1966 en 1971 bij de zandwinning voor de aanleg van de naastgelegen A1. De plas is rijk aan vis en watervogels en soms laat ook de ijsvogel zich er zien. De naam is afgeleid van de ingenieur die de put liet graven ten behoeve van de aanleg van het knooppunt Hoevelaken. De bijnaam Het gat van 100 ontstond toen visclub "De club van 100" het viswater pachtte.
In het gebied de Zwarte Goor bij de Juliusput werden door het Utrechts Landschap natte schraallanden en vochtige hooilanden ontwikkeld. Op de Zwarte Goor groeit naast het moeraskartelblad, blauwe knoop en gevlekte orchis ook het zeldzame draadgentiaan.
Amerongse Bos
· Amerongse Bovenpolder
· Landgoed Beerschoten
· Beukenburg
· Biltse Duinen
· Birkhoven
· Blauwe Kamer
· Blikkenburg
· Bloeidaal
· Bornia
· Bosch en Duin
· Breeveen
· Broekerbos
· Buitenplaatsen Driebergseweg
· Dartheide
· Elster Buitenwaarden
· Grebbeberg
· Heidestein
· Hoge Ginkel
· Hooge Kampse Plas
· Hoog Moersbergen
· Houdringe
· Juliusput
· Kasteelbos Renswoude
· De Kievit
· Kooilust
· Kozakkenput
· De Krakeling
· Laarsenberg
· De Leyen
· Lockhorsterbos
· Lunenburgerwaard
· Maartensdijkse Bos
· Middelwaard
· Moersbergen
· Niënhof
· Noordhout
· Okkersbos
· Oostbroek
· Over-Holland
· Palmerswaard
· De Paltz
· Panbos
· Plantage Willem III
· Pleinesbos
· De Pol
· Ridderoordse Bos
· Sandenburg
· Sandwijck
· De Schammer
· Stameren
· Landgoed Stoutenburg
· Viaanse Bos
· Viaanse polders en uiterwaarden
· Vikinghof
· Park Vliegbasis Soesterberg
· Vijverbos
· Vijverhof
· Voordorpse polder
· Willem Arntszbos
· Witte Hull
· De Woerd
· Wulperhorst
· Zeisterbos